# The Spokes
The Spokes bildades som coverband i Ljusdal i Hälsingland 2000. Bandet spelade då cover av artister som exempelvis Lynyrd Skynyrd, Stevie Ray Vaughan och Black Crowes. Under 2007 började medlemmarna skriva egen musik influerad av samma artister bland andra.
The Spokes blev finalister i Sveriges Radio Gävleborgs Musikpriset Topplistan 2009 och lyckades hålla sig kvar maximala tio veckor på listan. Bandet var en av de fyra finalisterna av de 15 artister som under året fick flest röster.
I slutet av 2010 lämnade Daniel Hogdin bandet och ersattes av Jonas Nordström. Efter något års letande efter en inspelningsstudio fick de kontakt med producenten Johan Dereborn som bland annat spelat in musik med E-Type med flera. Han producerade deras debutskiva som de också spelade in i hans studio Dereborn Musikproduktion i Bergsjö.
Bandet första EP-skiva EP och albumet In My Head gavs båda ut 2012 på det egna skivbolaget Spokes Records.
Skivorna har även kommit ut utanför Sverige och fått omnämnanden i såväl Storbritannien och Frankrike som Serbien och Ungern.

## Medlemmar
Nuvarande medlemmar
- Henrik Engblom – gitarr, munspel, sång
- Jimmy Håkansson – trummor
- Jonas Nordström – basgitarr (2010–idag)
- Jens Schulstad – gitarr, sång
- Anders Toresson – gitarr, sång

Tidigare medlemmar
- Daniel Hogdin – basgitarr (2000–2010)
- Thomas Pettersson

## Diskografi
Studioalbum
- In My Head (2012)

EP
- EP (2012)